# Theodor Wieseler
Theodor Wieseler  (* 18. Januar 1859 in Langendorf; † 11. Dezember 1924 in Nürnberg) war ein Nürnberger Groß- und Einzelhändler von Glas- und Porzellanwaren mit dem Titel eines Kommerzienrates, der den Nürnberger Bund, eine heute noch bestehende Einkaufs-Genossenschaft mit Sitz in Essen, gründete.

## Leben und Unternehmen

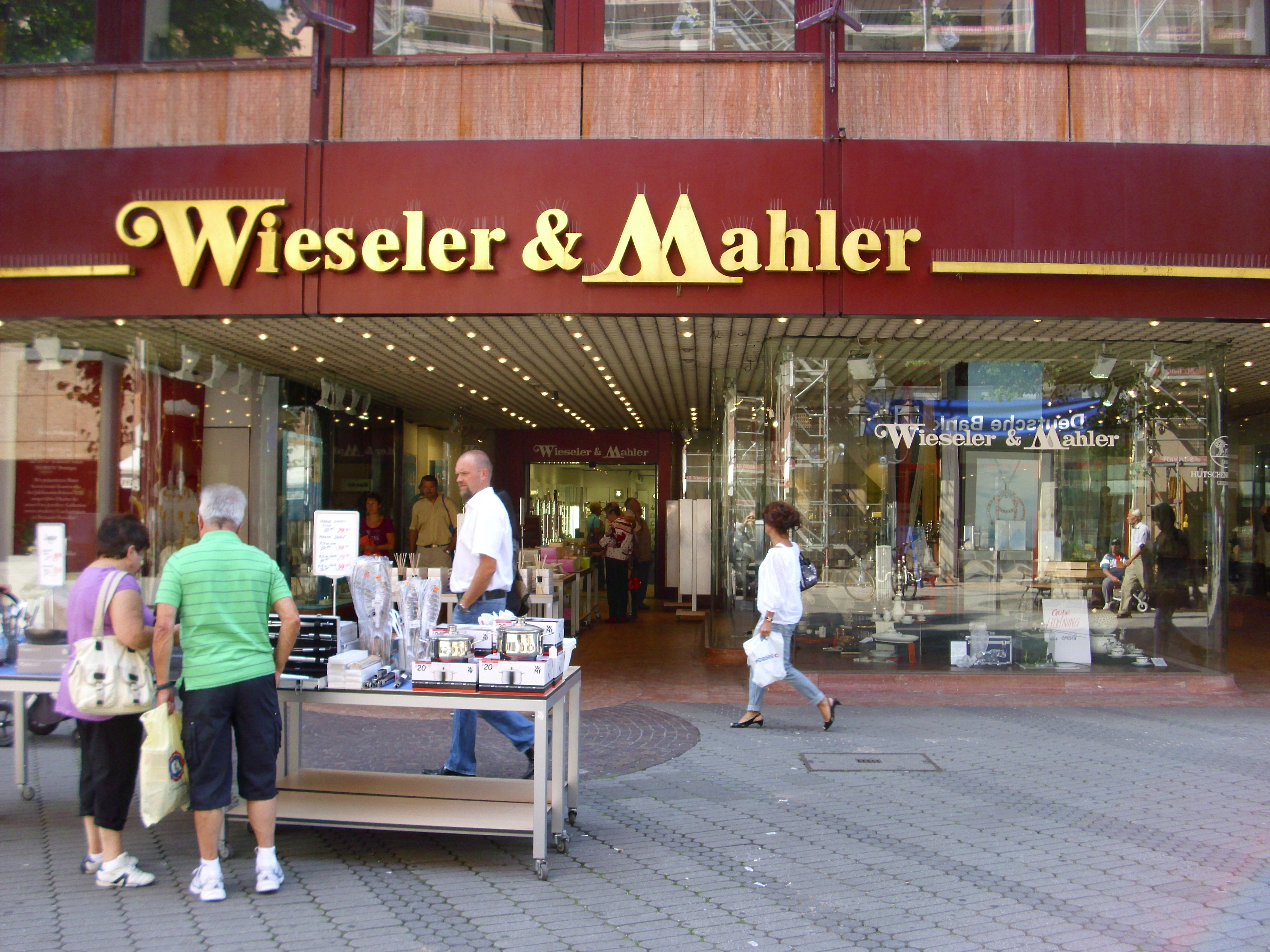
Die Wieseler & Mahler WMF Filiale in der Karolinenstraße 27 in Nürnberg

Theodor Wieseler war von 1880 bis 1882 Vertreter des Magdeburger Porzellan- und Steingutgroßhändlers F. W. Auerbach. Nachdem er ein Jahr lang in der Bayerischen Armee gedient hatte, wurde er Vertreter des Leipziger Glasgroßhändlers C. W. Scheffler für die Länder Bayern und Baden-Württemberg. 1885 eröffnete er in der Nürnberger Köhnstraße südöstlich vom Hauptbahnhof eine Filiale mit dem Namen C. W. Scheffler Niederlage, 1886 zog er in die Schoppershofstraße um und änderte den Namen in Süddeutsche Glasmanufaktur – Theodor Wieseler. Ab 1889/90 war er für fünf Jahre Partner von Adolf Beeri in der Handelsgesellschaft Wieseler & Beeri – C.W. Scheffler. 1894 eröffnete er in der Kaiserstraße 4 ein Porzellan- und in der Kaiserstraße 18 ein Glasdekorationsgeschäft.
1901 wurde Theodor Wieseler sen. zusammen mit seinem Schwager Ernst Mahler Teilhaber der neugegründeten Gesellschaft Wieseler & Mahler und im gleichen Jahr Mitbegründer und erster Direktor des Großeinkaufsverbandes Nürnberger Bund, welcher wegen der Konzentration von Lieferanten des Glas-, Porzellan-, Metall- und Haushaltwarensegmentes im Ruhrgebiet heute seinen Sitz im nordrhein-westfälischen Essen hat.
1912 trat Theodor Wieseler jun. dem Handelsunternehmen Wieseler & Mahler bei, in welchem er wegen seiner kurz darauf erfolgenden Einberufung in die Bayerische Armee und der Teilnahme am Ersten Weltkrieg erst 1919 wieder tätig wurde. 1915 wurde Hans Kösters Hauptgeschäftsführer, nach dem Tod von Theodor Wieseler sen. im Jahr 1924 dann Partner von dessen Sohn. Ab 1939 gab es eine Filiale in der Nürnberger Königstraße 20 mit dem Namen „Der bunte Laden“, eine gleichnamige Filiale in Erlangen bestand bis in die frühen 1990er Jahre. Zum 1. Oktober 1998 kaufte die  Württembergische Metallwarenfabrik (WMF) das Handelshaus, welches seitdem offiziell den Namen W.M.F. Fachgeschäft Wieseler & Mahler A.G. trägt. Über der Filiale in der Karolinenstraße 27 prangt noch heute ein Wieseler & Mahler Schriftzug.
Nach 132 Jahren schließt das traditionsreiche Einrichtungshaus Wieseler & Mahler im September 2018 das Geschäft in der Karolinenstraße 27. WMF begründet dies damit, dass der Mietvertrag ausläuft und nicht mehr verlängert wird. „Aufgrund der anstehenden Mietpreissteigung war für WMF eine weitere Anmietung des Ladengeschäfts auch nicht mehr vertretbar.“

## Ehrungen
Im Nürnberger Stadtteil Veilhof ist die Wieselerstraße nach ihm benannt.